# Beijing Hovedbanegård
Beijing Hovedbanegård, (kinesisk: 北京站; Pinyin: Běijīng Zhàn) er en jernbanestation i Chaoyang-bydelen, Beijing. Stationen åbnede i 1959 og var den største jernbanestation i Kina på det tidspunkt. I dag er Beijing Vestbanegård og Beijing Sydbanegård dog større. Stationen er fortsat den eneste, der ligger inde i den gamle befæstede by ved siden af Jianguomen, for enden af byens 2. Ringvej.
Stationen er en af de ti store bygninger fra 1959. Et enormt byggeprojekt i Beijing i forbindelse med tiårsdagen for Folkerepublikkens etablering den 1. december 1949.
39°54′08″N 116°25′16″Ø / 39.9022°N 116.4211°Ø
1. ↑  Navnet er anført på bokmål og stammer fra Wikidata hvor navnet endnu ikke findes på dansk.
2. ↑  Navnet er anført på bokmål og stammer fra Wikidata hvor navnet endnu ikke findes på dansk.
3. ↑  Navnet er anført på engelsk og stammer fra Wikidata hvor navnet endnu ikke findes på dansk.
4. ↑  Navnet er anført på engelsk og stammer fra Wikidata hvor navnet endnu ikke findes på dansk.
5. ↑  Navnet er anført på bokmål og stammer fra Wikidata hvor navnet endnu ikke findes på dansk.
6. ↑  Navnet er anført på bokmål og stammer fra Wikidata hvor navnet endnu ikke findes på dansk.
7. ↑  Navnet er anført på bokmål og stammer fra Wikidata hvor navnet endnu ikke findes på dansk.
8. ↑  Navnet er anført på engelsk og stammer fra Wikidata hvor navnet endnu ikke findes på dansk.